# Goran Klemenčič
Goran Klemenčič (ur. 28 maja 1972 w Kranju) – słoweński prawnik i urzędnik państwowy, sekretarz stanu, w latach 2014–2018 minister sprawiedliwości.

## Życiorys
Wychowywał się w mieście Žiri, ukończył szkołę średnią w Kranju. Podczas nauki pracował jako programista, współtworzył grę komputerową, sprzedaną później w Szwajcarii. W 1996 został absolwentem prawa na Uniwersytecie Lublańskim, rok później uzyskał dyplom LLM na Uniwersytecie Harvarda. Kształcił się także na National University of Ireland.
Początkowo pracował jako asystent na macierzystym wydziale, następnie jako doradca trzech kolejnych ministrów spraw wewnętrznych. Od końca lat 90. był konsultantem różnych instytucji, m.in. komitetu ds. zwalczania przestępczości przy Radzie Europy, OECD, ONZ i Komisji Europejskiej. Później powrócił do pracy wykładowcy prawa i procedury karnej oraz praw człowieka (na Uniwersytecie Mariborskim). Uczestniczył też w pracach nad powołaniem Międzynarodowego Trybunału Karnego w Hadze. Od listopada 2008 do czerwca 2010 pozostawał sekretarzem stanu w resorcie spraw wewnętrznych. W 2010 został prezesem krajowej komisji antykorupcyjnej.
18 września 2014 powołany na stanowisko ministra sprawiedliwości w rządzie Mira Cerara (z rekomendacji partii premiera). Zakończył pełnienie tej funkcji wraz z całym gabinetem we wrześniu 2018, założył później własne przedsiębiorstwo konsultingowe.